# Будинок (фільм, 2008)
Будинок (англ. House) — американський фільм жахів 2008 року.

## Сюжет
Дві пари зустрічаються разом в дивному будинку. Одна пара після автомобільної аварії, друга — шукаючи порятунку від переслідування маніяка. Тепер вони під дахом і в безпеці. От тільки загадкові мешканці цього будинку, викликають у них бажання покинути цей притулок якомога швидше. Але шлях назад відрізаний, маніяк не дасть їм вийти. Так молоді люди опиняються проти своєї волі залученими до жорстокої гри із садистськими правилами. Гра повинна бути закінчена на світанку, шлях до виживання — будинок, але він приховує в собі не меншу небезпеку, ніж маніяк.

## У ролях
| Актор                   | Роль                      |
| ----------------------- | ------------------------- |
| Майкл Медсен            | Людина-бляшанка / офіцер  |
| Рейнальдо Розалес       | Джек Сінглтон             |
| Хайді Діппольд          | Стефані Сінглтон          |
| Джулі Енн Емері         | Леслі Тейлор              |
| Дж.П. Девіс             | Ренді                     |
| Лью Темпл               | Піт                       |
| Леслі Істербрук         | Бетті                     |
| Білл Мозлі              | Стюарт                    |
| Павел Делонг            | офіцер Ловдейл            |
| Вероніка Розаті         | місіс Ловдейл             |
| Аланна Бейл             | Сьюзен                    |
| Марк Фірер              | батько Ренді              |
| Флорентина Сіновечка    | Мелісса                   |
| Ендрю Горзов            | дядько Леслі              |
| Альберт Петржак         | молода Ренді              |
| Боббі Ньюц              | шериф                     |
| Джеффрі ДеГрафт-Джонсон | заступник                 |
| Холлі МакКлюр           | EMS1                      |
| Джо Гудман              | EMS2                      |
| Джейкоб Бертран         | хлопчик                   |
| Ленс Генріксен          | Людина-бляшанка (озвучка) |